# Duckface
Le terme anglais duckface, ou duck face (littéralement, en français, « visage de canard » et traduit par l'expression « bouche en cul-de-poule »), désigne une mimique, qui consiste à serrer et avancer simultanément les lèvres.  Cette expression est principalement adoptée dans des poses photographiques, destinées notamment aux réseaux sociaux. « Duck face » est entré en 2014 dans le dictionnaire Oxford en ligne (OxfordDictionaries.com), mais pas dans l’Oxford English Dictionary,.

## Description
Rappelant les expressions appuyées de certains mannequins, cette mimique peut accompagner une pose sexy, le modèle cherchant à reproduire une moue enjôleuse. Elle peut cependant avoir un effet inverse à celui recherché, notamment en faisant ressembler la bouche de la personne au bec d'un canard, d'où le surnom de duckface. 
Le grand nombre de photos utilisant cette moue, principalement sur Facebook, a provoqué dans les années 2010 des réactions négatives ; des sites web et des communautés virtuelles ont été créés pour tourner le duckface en ridicule. En 2011, la vidéo d'une chanson demandant aux femmes de cesser de faire des duckfaces a été vue par plus de trois millions de personnes sur Internet. Du fait de cette approche sarcastique, la moue duckface peut être employée dans un but humoristique ou parodique, et en tant que marque d'autodérision.

## Interprétation
En 2015, une étude sur les selfies, publiée par l'Université de technologie de Nanyang de Singapour, a conclu que les personnes qui affichent cette mimique de façon récurrente lorsqu'elles sont prises en photo pouvaient être sujettes au narcissisme et à des troubles émotifs plus ou moins profonds, et que celles qui utilisaient très souvent le duckface sur leurs selfies étaient tout particulièrement susceptibles de souffrir d'une forme d'instabilité émotionnelle et d'immaturité.

## Pratiques avant l'apparition des réseaux sociaux
Dans son essai Speak White ! Pourquoi renoncer au bonheur de parler français ?, le poète français Alain Borer rapporte, citant Le testament français, d'Andreï Makine  que, dans le passé, «les femmes russes [...], pour paraitre belles sur la photo, prononçaient ces mystérieuses syllabes françaises : "pe-tite pomme", ces labiales grâce auxquelles la bouche comme par enchantement forme un gracieux arrondi...».

## Ethologie
Chez les primates comme le capucin moine, cette mimique fait partie des comportements proceptifs.